# 山东大学药学院

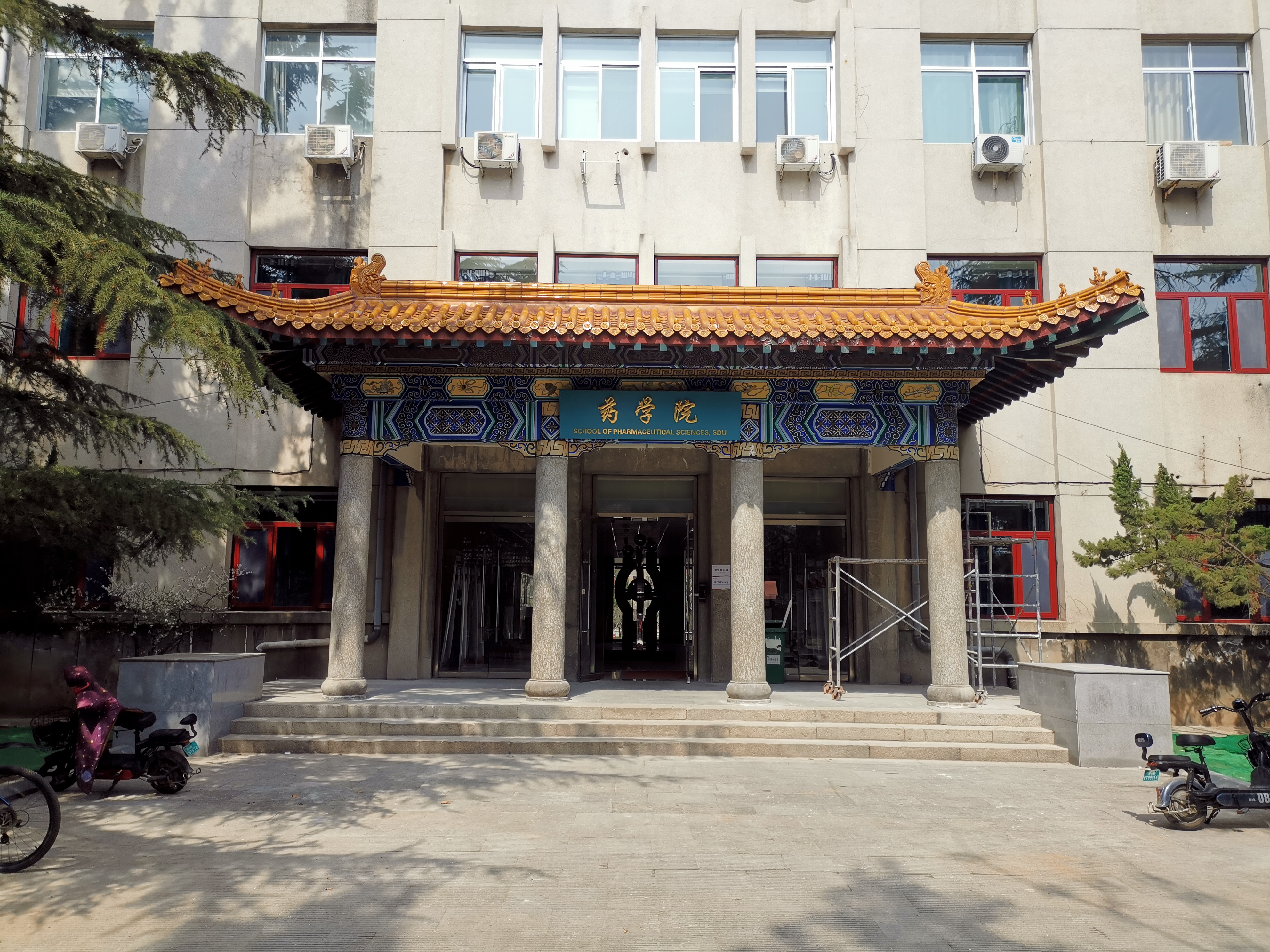
山东大学药学院

山东大学药学院是中国最早成立的高等药学专业院校之一，历史可以追溯到始建于1920年的齐鲁大学药科，其于1971年重建药学系，1997年建立药学院。2000年7月，原山东大学、山东医科大学、山东工业大学合并组建新的山东大学，药学院由山东医科大学药学院更名为山东大学药学院。山东大学药学院现任院长为刘新泳，党委书记王秋生。

## 人才培养
在全国第四轮学科评估中，山东大学药学院药学专业的评估结果为A-。

### 本科教育
山东大学药学院现有本科生600余人，目前开设药学、临床药学两个本科专业，也曾开设过制药工程专业，但已停止招生。

### 研究生教学
山东大学药学院现有研究生（包括硕士研究生与博士研究生）500余人，下设有药物化学、药物制剂、药物分析、新药药理、生化与生物技术药物、生药学、天然药物化学、免疫药理与免疫治疗总计8个研究所，另外还建有国家糖工程技术研究中心、教育部天然产物化学生物学重点实验室、山东省药物分子设计和创新药物研究重点实验室、山东省中药标准化工程技术研究中心、卫生部临床药师培训基地、山东省执业药师培训中心等机构。

## 科研成果

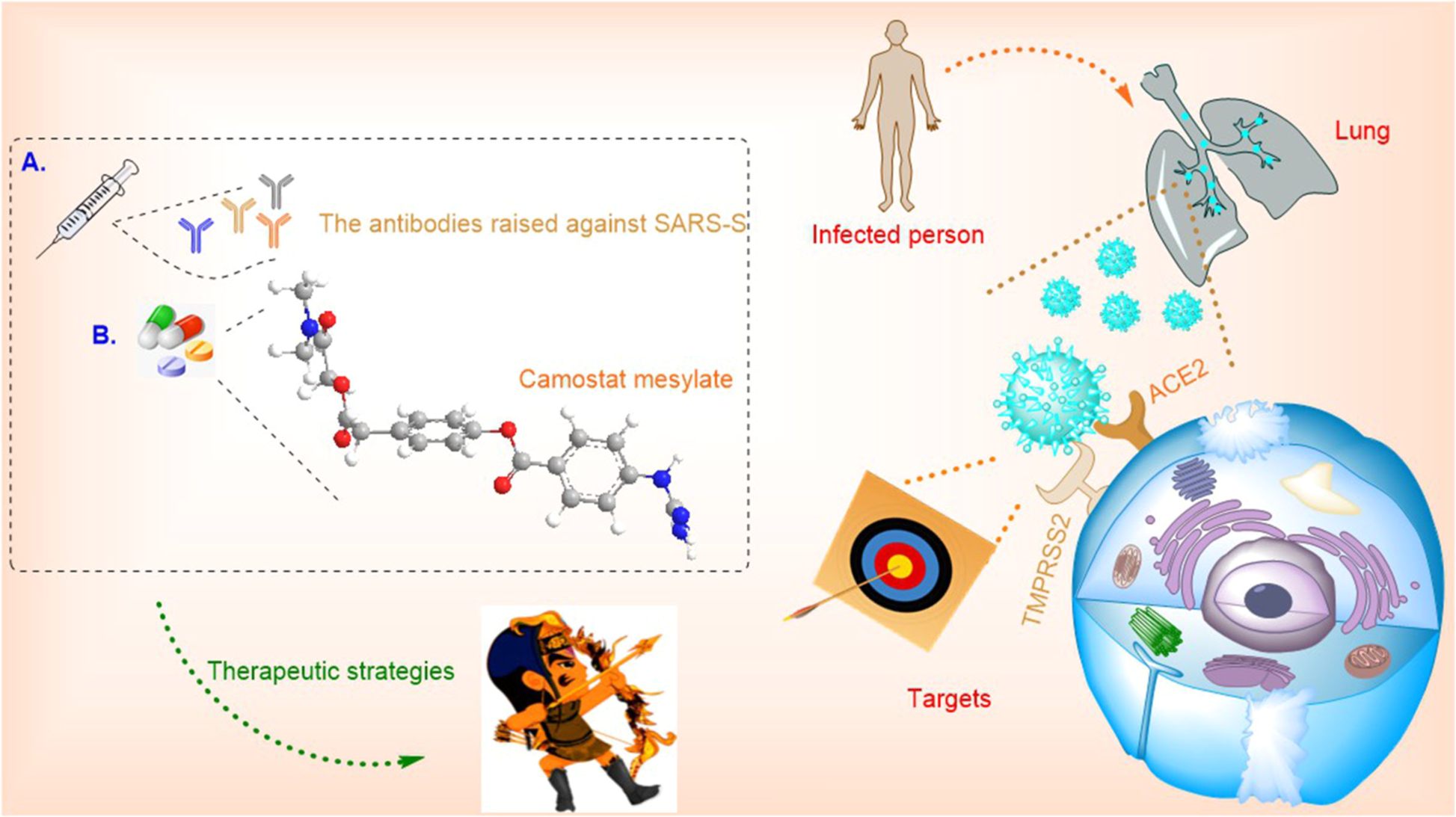
山东大学药学院 SARS-CoV-2 科研成果

山东大学药学院已有较多的科研成果，多位教授的论文已发表在Journal of Medicinal Chemistry等学术期刊。在U.S.News药理学与毒理学专业大学排名中，位列68名。在核酸药物可控递送等方面取得了一系列成果。

## 合作交流
山东大学药学院与多所高校、科研院所、企业有合作合作交流。
学校与山东省药学科学院保持着密切合作关系，双方多个方面的合作取得了社会效益和经济效益，为本省的医药产业的发展作出了贡献。2020年，由山东大学药学院主办的第三届全国药学院院长高峰论坛在山东大学趵突泉校区举办，中国科学院院士，中国药科大学、沈阳药科大学等高校校长参与，为药学学科发展和高校间的交流合作提供了平台。
学校与鲁商集团合作共建了山东大学药学科学院。与鲁南制药在科研建设、人才培养等方面有战略合作。与齐都药业共建了药物研究开发中心、研究生社会实践基地，产出了多项研究成果。
山东大学药学院与千佛山医院、山东省立医院成立统一的临床药师培训基地。两个医院与药学院之间资源共享，开设多个课程。

## 外部連結
山东大学药学院 （页面存档备份，存于）